# Kodra e Dashecit
Kodra e Dashecit (albanska: Kodra e Dashecit, serbiska: Daševačko) är en ås i Kosovo. Den ligger i den norra delen av landet, 27 km väster om huvudstaden Pristina. Kodra e Dashecit ingår i Çiçavica.